# Acrefia
Acrefia (in greco antico: Άκραίϕια?, Akráiphia) era una città della Beozia; anticamente era chiamata Karditsa ed era situata lungo le pendici del monte Ptoo, nei pressi del lago Copaide. I pochi resti rimasti della città antica si trovano a sud del moderno centro di Akrefnio, nel territorio comunale di Orcomeno.
Una tradizione antica, ma non suffragata da ritrovamenti archeologici, la identifica con Arne, città menzionata da Omero (Iliade, II, 507).
Erodoto situa nei pressi della città un tempio dedicato ad Apollo Ptoo. Pausania localizza in città un tempio dedicato a Dioniso e ad una distanza di quindici stadi il tempio nominato da Erodoto; inoltre sempre Pausania afferma che qui si rifugiarono i Tebani nel 335 a.C., dopo che Alessandro Magno aveva sconfitto e distrutto la città di Tebe.